# Blouse Bleue

Blouse Bleue (en russe : Синяя блуза, Sinyaya Bluza) est un concept de théâtre collectif d'influence agit-prop des premiers temps de l'Union soviétique. Boris Yuzhanin (ru) a créé la première troupe « Blouse Bleue » sous les auspices de l'Institut de journalisme de Moscou en 1923.

## Origine du nom
La tenue bleue des travailleurs que les acteurs revêtaient pour jouer a donné son nom à la troupe.

## Historique du mouvement
Cette première troupe a donné l'exemple et encouragé les travailleurs à fonder d'autres compagnies théâtrales dans tout le pays, puis partout dans le monde.
En 1927, plus de 5 000 troupes « Blouse Bleue » fonctionnaient en Union soviétique, qui comptaient quelque 100,000 membres. En automne de cette même année, la troupe originale se produit au théâtre d'Erwin Piscator à Berlin, ce qui entraîne la croissance rapide de troupes d'agit-prop à travers l'Allemagne de Weimar.
Un magazine publié sous le même nom de Blouse Bleue, contenant des scripts, des descriptions détaillées de mises en scène et de costumes, les techniques théâtrales de la troupe, ainsi que des bulletins et diverses nouvelles est également édité.
Les interprètes, qui devaient se produire dans des styles de performances variés, devaient avoir une bonne condition physique, être formés au mime, savoir chanter, être audacieux et percutant, être dans le rythme contemporain du grotesque et de la simplicité. Les répétitions étaient extrêmement rigoureuses, exigeant des acteurs de rester physiquement et mentalement alertes grâce à un programme d'exercice strict tout en gardant en vue les sujets politiques du jour, ces troupes théâtrales étant également un instrument de propagande socialiste.
L'année 1927 voit la fin de l'organisation de la Blouse Bleue, quand les troupes furent contraintes de fusionner avec le plus orthodoxe Théâtre de la jeunesse ouvrière (en russe : Teatr RAbochey Molodyozhi, acronyme TRAM).
Les dernières troupes cessèrent complètement leurs activités en 1933.

## Personnalités issues du mouvement
L'un des idéologues de la Blouse Bleue est Ossip Brik.
Vladimir Maïakovski, Sergueï Ioutkevitch, Vassili Lebedev-Koumatch, les jeunes écrivains, poètes, dramaturges, Abram Argo (ru), Viktor Ardov (ru), Viktor Goussev, Viktor Tipot (ru), Semion Kirsanov, Nikolaï Adouev (ru), Nikolaï Foregger, fondateur du studio-théâtre Mastfor rue Arbat, Alexandre Chourov (ru), le réalisateur Alexandre Rou, le ministre de la Sécurité sociale de l'URSS en 1952-1961 Nonna Mouravyova (ru), le futur compositeur Youri Milutine (ru), les compositeurs Konstantin Listov, Semion Galperine, Matveï Blanter, Sigizmund Katz (ru), Dmitri Pokrass, le poète Sasha le Rouge (de son vrai nom Alexander Brianski), les acteurs Emmanuel Gueller (ru), Gueorgui Toussouzov (ru), Elena Junger, Boris Tenine, Vladimir Zeldine, Mikhaïl Garkavi (ru), Lev Mirov (ru), Evseï Darski, Ksenia Kvitnitskaïa (ru), Alexander Beniaminov (ru), Lydia Koreneva (ru), Boris Chakhet, Mikhail Zharov, l'auteur des livres d'études cinématographiques Aleksandr Matcheret, l'artiste Boris Erdman (ru) et bien d'autres encore proviennent tous de troupes Blouse Bleue.